# Hansenomysis rostrata
Hansenomysis rostrata is een aasgarnalensoort uit de familie van de Petalophthalmidae. De wetenschappelijke naam van de soort is voor het eerst geldig gepubliceerd in 1970 door Birstein & Tchindonova.